# 68. Berlini Nemzetközi Filmfesztivál
Az 68. Berlini Nemzetközi Filmfesztivál 2018. február 15. és 25. között került megrendezésre, a nyitófilm Wes Andersontól Kutyák szigete, míg a zárófilm Adina Pintilietől a Ne érints meg! volt. Utóbbi film nyerte az Arany Medve díjat is. A fesztivál zsűrielnöke Tom Tykwer német filmkészítő, producer és zeneszerző volt.

## Zsűri
Az alábbi emberek voltak a fesztivál zsűrijének tagjai:

### Filmek
- Tom Tykwer, német filmkészítő, producer és zeneszerző – Zsűrielnök
- Cécile de France, belga színésznő[5]
- Chema Prado, spanyol újságíró és filmkritikus
- Adele Romanski, amerikai filmproducer
- Szakamoto Rjúicsi, japán zenész és zeneszerző
- Stephanie Zacharek, amerikai újságíró és filmkritikus

### Elsőfilmes produkciók
- Jonas Carpignano, olasz filmkészítő[6]
- Călin Peter Netzer, román filmkészítő és producer
- Noa Regev, a Jerusalem Cinematheque és a Jeruzsálemi Filmfesztivál izraeli rendezője

### Dokumentumfilm
- Cíntia Gil, nemzetközi fesztiválok és események portugál kurátora
- Ulrike Ottinger, német filmkészítő és fotós
- Eric Schlosser, amerikai újságíró és író

### Rövidfilmek
- Diogo Costa Amarante, portugál rendező és vezető operatőr
- Jyoti Mistry, dél-afrikai rendező és a Wits School of Arts in Johannesburg tanára
- Mark Toscano, nemzetközi fesztiválok és események amerikai kurátora

## Versenyben lévő filmek
Az alábbi filmek voltak versenyben az Arany Medve- és az Ezüst Medve-díjakért:
| Magyar cím                                 | Eredeti cím                                | Rendező                       | Ország                                                            |
| ------------------------------------------ | ------------------------------------------ | ----------------------------- | ----------------------------------------------------------------- |
| 3 Tage in Quiberon                         | 3 Tage in Quiberon                         | Emily Atef                    | Németország, Ausztria, Franciaország                              |
| Hölgy                                      | Damsel                                     | David Zellner, Nathan Zellner | Amerikai Egyesült Államok                                         |
| Nyugi, gyalog nem jut messzire             | Don't Worry, He Won't Get Far on Foot      | Gus Van Sant                  | Amerikai Egyesült Államok                                         |
| Az én lányom                               | Figlia mia                                 | Laura Bispuri                 | Olaszország, Németország, Svájc                                   |
| Dovlatov                                   | Довлатов                                   | Aleksei Alekseivich German    | Ororszország, Lengyelország, Szerbia                              |
| Eva                                        | Eva                                        | Benoît Jacquot                | Franciaország                                                     |
| Las herederas                              | Las herederas                              | Marcelo Martinessi            | Paraguay, Németország, Uruguay, Norvégia, Brazília, Franciaország |
| In den Gängen                              | In den Gängen                              | Thomas Stuber                 | Németország                                                       |
| Kutyák szigete                             | Isle of Dogs                               | Wes Anderson                  | Amerikai Egyesült Államok, Németország                            |
| Mein Bruder heißt Robert und ist ein Idiot | Mein Bruder heißt Robert und ist ein Idiot | Philip Gröning                | Németország, Franciaország                                        |
| Arc                                        | Twarz                                      | Małgorzata Szumowska          | Lengyelország                                                     |
| Museo                                      | Museo                                      | Alonso Ruizpalacios           | Mexikó                                                            |
| Khook                                      | خوک                                        | Mani Haghighi                 | Irán                                                              |
| La prière                                  | La prière                                  | Cédric Kahn                   | Franciaország                                                     |
| Az örökösnő                                | Toppen av ingenting                        | Måns Månsson                  | Svédország, Egyesült Királyság                                    |
| Ang panahon ng halimaw                     | Ang panahon ng halimaw                     | Lav Diaz                      | Fülöp-szigetek                                                    |
| Ne érints meg!                             | Nu mă atinge-mă                            | Adina Pintilie                | Románia, Németország, Csehország, Bulgária, Franciaország         |
| Tranzit                                    | Transit                                    | Christian Petzold             | Németország, Franciaország                                        |
| Utoya, július 22.                          | Utøya 22. juli                             | Erik Poppe                    | Norvégia                                                          |

### Versenyen kívül
A fesztiválon az alábbi filmeket vetítették versenyen kívül:
| Magyar cím        | Eredeti cím       | Rendező           | Ország                        |
| ----------------- | ----------------- | ----------------- | ----------------------------- |
| 7 Days in Entebbe | 7 Days in Entebbe | José Padilha      | United States, United Kingdom |
| Ága               | Ága               | Milko Lazarov     | Bulgaria, Germany, France     |
| Black 47          | Black 47          | Lance Daly        | Ireland, Luxembourg           |
| Eldorado          | Eldorado          | Markus Imhoof     | Switzerland, Germany          |
| Unsane            | Unsane            | Steven Soderbergh | United States                 |

### Panorama
Az alábbi filmeket vetítették a fesztivál Panorama szekciójában:
| Magyar cím                                             | Eredeti cím                                            | Rendező                                     | Ország                                                              |
| ------------------------------------------------------ | ------------------------------------------------------ | ------------------------------------------- | ------------------------------------------------------------------- |
| L'Animale                                              | L'Animale                                              | Katharina Mückstein                         | Ausztria                                                            |
| Peremélet                                              | La terra dell'abbastanza                               | Damiano D'Innocenzo, Fabio D'Innocenzo      | Olaszország                                                         |
| Yocho                                                  | 予兆 散歩する侵略者                                    | Kiyoshi Kurosawa                            | Japán                                                               |
| Garbage                                                | Garbage                                                | Qaushiq Mukherjee                           | India                                                               |
| Genezis                                                | Genezis                                                | Bogdán Árpád                                | Magyarország                                                        |
| A boldogtalanság művészete                             | 柔情史                                                 | Yang Mingming                               | Kína                                                                |
| Súlyos színek                                          | Tinta bruta                                            | Marcio Reolon, Filipe Matzembacher          | Brazília                                                            |
| Horizonti                                              | Horizonti                                              | Tinatin Kajrishvili                         | Grúzia, Svédország                                                  |
| Inkan, gongkan, sikan grigo inkan                      | 인간, 공간, 시간 그리고 인간                           | Kim Gidok                                   | Dél-Korea                                                           |
| Invasion                                               | هجوم                                                   | Shahram Mokri                               | Irán                                                                |
| Jibril                                                 | Jibril                                                 | Henrika Kull                                | Németország                                                         |
| Land                                                   | Land                                                   | Babak Jalali                                | Olaszország, Franciaország, Hollandia, Mexikó, Katar                |
| Limonádé                                               | Luna de miere                                          | Ioana Uricaru                               | Románia                                                             |
| Malambo, el hombre bueno                               | Malambo, el hombre bueno                               | Santiago Loza                               | Argentína                                                           |
| Marilyn                                                | Marilyn                                                | Martín Rodríguez Redondo                    | Argentína, Chile                                                    |
| La omisión                                             | La omisión                                             | Sebastián Schjaer                           | Argentína, Hollandia, Svájc                                         |
| Párizsi tanulmányok                                    | Mes provinciales                                       | Jean-Paul Civeyrac                          | Franciaország                                                       |
| Profil                                                 | Profile                                                | Timur Bekmambetov                           | Amerikai Egyesült Államok, Egyesült Királyság, Ciprus, Ororszország |
| Ribâzu ejji                                            | リバーズ・エッジ                                       | Isao Yukisada                               | Japán                                                               |
| Ondes de choc – Journal de ma tête                     | Ondes de choc – Journal de ma tête                     | Ursula Meier                                | Svájc                                                               |
| Ondes de choc – Prénom: Mathieu                        | Ondes de choc – Prénom: Mathieu                        | Lionel Baier                                | Svájc                                                               |
| Hamis szelek                                           | Styx                                                   | Wolfgang Fischer                            | Németország, Ausztria                                               |
| La enfermedad del domingo                              | La enfermedad del domingo                              | Ramón Salazar                               | Spanyolország                                                       |
| Trinta Lumes                                           | Trinta Lumes                                           | Diana Toucedo                               | Spanyolország                                                       |
| Koly padayut dereva                                    | Koly padayut dereva                                    | Marysia Nikitiuk                            | Ukrajna, Lengyelország, Észak-Macedónia                             |
| Xiao Mei                                               | Xiao Mei                                               | Maren Hwang                                 | Tajvan                                                              |
| Yardie                                                 | Yardie                                                 | Idris Elba                                  | Egyesült Királyság                                                  |
| Panorama Dokumente                                     |                                                        |                                             |                                                                     |
| Zentralflughafen THF                                   | Zentralflughafen THF                                   | Karim Aïnouz                                | Németország, Brazília, Franciaország                                |
| Ex Pajé                                                | Ex Pajé                                                | Luiz Bolognesi                              | Brazília                                                            |
| Familienleben                                          | Familienleben                                          | Rosa Hannah Ziegler                         | Németország                                                         |
| Game Girls                                             | Game Girls                                             | Alina Skrzeszewska                          | Franciaország, Németország                                          |
| Generation Wealth                                      | Generation Wealth                                      | Lauren Greenfield                           | Amerikai Egyesült Államok                                           |
| Hotel Jugoslavija                                      | Hotel Jugoslavija                                      | Nicolas Wagnières                           | Svájc                                                               |
| Je vois rouge                                          | Je vois rouge                                          | Claudia Priscilla, Bojina Panayotova        | Franciaország, Bulgária                                             |
| Kinshasa Makambo                                       | Kinshasa Makambo                                       | Dieudo Hamadi                               | Kongó, Franciaország, Svájc, Németország, Katar, Norvégia           |
| Matangi/Maya/M.I.A.                                    | Matangi/Maya/M.I.A.                                    | Steve Loveridge                             | Amerikai Egyesült Államok, Egyesült Királyság, Srí Lanka            |
| Obscuro Barroco                                        | Obscuro Barroco                                        | Evangelia Kranioti                          | Franciaország, Görögország                                          |
| Partisan: Volksbühne am Rosa-Luxemburg-Platz 1992-2017 | Partisan: Volksbühne am Rosa-Luxemburg-Platz 1992-2017 | Lutz Pehnert, Matthias Ehlert, Adama Ulrich | Németország                                                         |
| Shakedown                                              | Shakedown                                              | Leilah Weinraub                             | Amerikai Egyesült Államok                                           |
| Shut Up and Play the Piano                             | Shut Up and Play the Piano                             | Philipp Jedicke                             | Németország, Franciaország, Egyesült Királyság                      |
| A mások csendje                                        | The Silence of Others                                  | Almudena Carracedo, Robert Bahar            | Amerikai Egyesült Államok, Spanyolország                            |
| The Silk and the Flame                                 | The Silk and the Flame                                 | Jordan Schiele                              | Amerikai Egyesült Államok                                           |
| Den sommaren                                           | Den sommaren                                           | Göran Hugo Olsson                           | Svédország, Dánia, Amerikai Egyesült Államok                        |
| Bixa Travesty                                          | Bixa Travesty                                          | Claudia Priscilla, Kiko Goifman             | Brazília                                                            |
| O processo                                             | O processo                                             | Maria Ramos                                 | Brazília, Németország, Hollandia                                    |
| What Comes Around                                      | Al Gami'ya                                             | Reem Saleh                                  | Libanon, Egyiptom, Görögország, Katar, Szlovénia                    |
| Ha jön a háború                                        | Až přijde válka                                        | Jan Gebert                                  | Csehország, Horvátország                                            |

## Győztesek

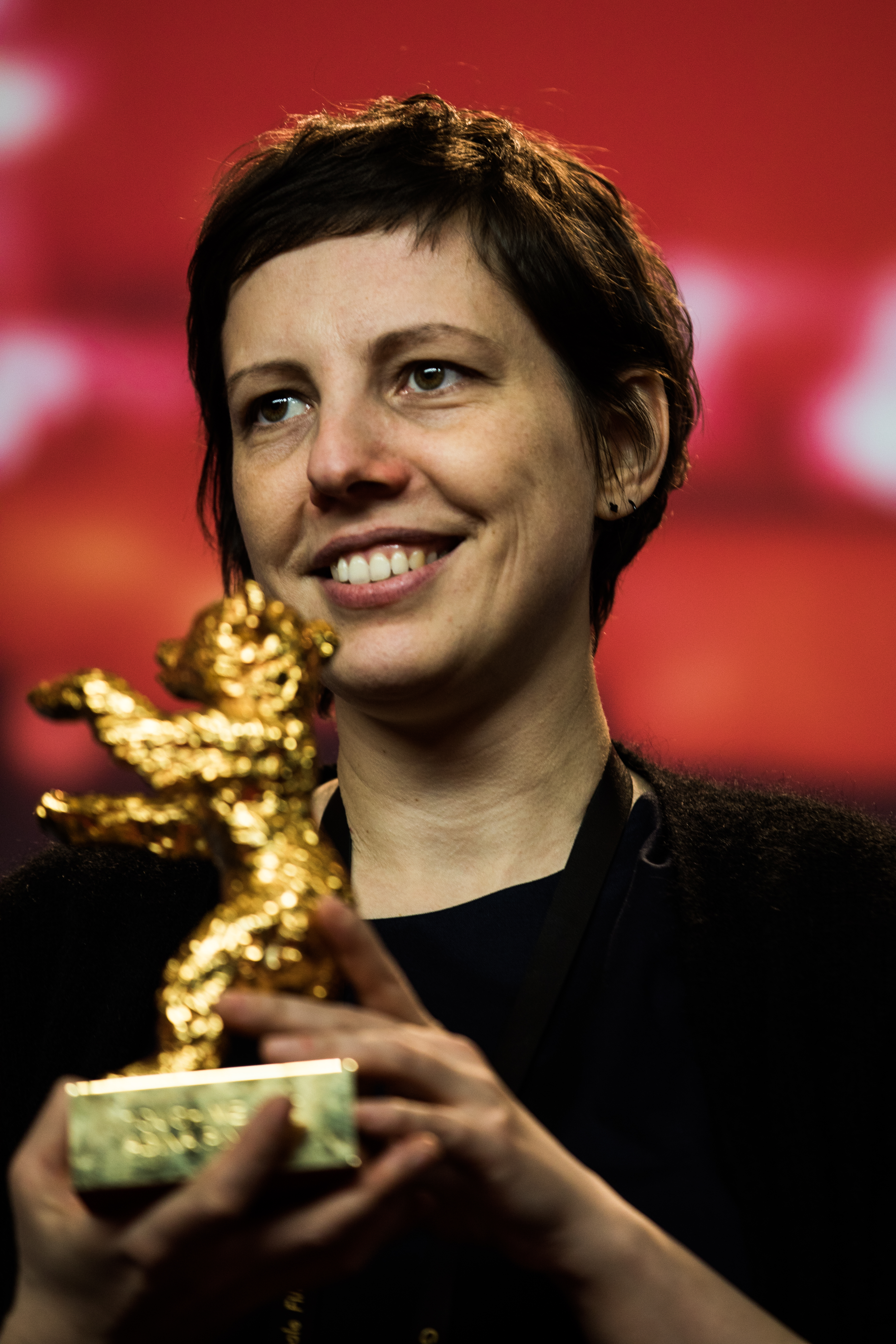
Adina Pintilie az Arany Medve díjjal.

- Arany Medve: Ne érints meg! (Adina Pintilie)
- Zsűri Nagydíja: Arc (Małgorzata Szumowska)
- Alfred Bauer-díj: Az örökösnő (Marcelo Martinessi)
- Ezüst Medve díj a legjobb rendezőnek: Wes Anderson (Kutyák szigete)
- Ezüst Medve díj a legjobb színésznőnek: Ana Brun (Az örökösnő)
- Ezüst Medve díj a legjobb színésznek: Anthony Bajon (La prière)
- Ezüst Medve díj a legjobb forgatókönyvnek: Alonso Ruizpalacios, Manuel Alcalá (Museo)
- Ezüst Medve díj a kiemelkedő művészi teljesítményért (jelmez- és díszlettervező): Elena Okopnaya (Dovlatov)
- Arany Medve díj a legjobb rövidfilmnek
  - The Men Behind the Wall (Ines Moldavsky)
- GWFF-díj a legjobb elsőfilmes produkciónak
  - Ne érints meg! (Adina Pintilie)
- Generation KPlus
  - Kristály Medve-díj a legjobb rövidfilmnek: A Field Guide to Being a 12-Year-Old Girl (Tilda Cobham-Hervey)[14]
- Ökumenikus Zsűri díja
  - In den Gängen (Thomas Stuber)[15]

## Fordítás
- Ez a szócikk részben vagy egészben  a(z)   68th Berlin International Film Festival című angol Wikipédia-szócikk fordításán alapul.  Az eredeti cikk szerkesztőit annak laptörténete sorolja fel. Ez a jelzés csupán a megfogalmazás eredetét és a szerzői jogokat jelzi, nem szolgál a cikkben szereplő információk forrásmegjelöléseként.